# 大野城市
大野城市（日语：／ Ōnojō shi */?）是位于福岡縣福岡市東南方的一個城市，是福岡都市圈的住宅城市之一。

## 歷史
663年白江口之戰日本戰敗之後，由於擔心唐朝與新羅聯軍會趁勢進攻日本，天智天皇於665年下令在現大野城市轄區內的大野山建立大野城，以作為防禦九州的政治中心大宰府的據點，因此「大野」變成為此地的地名，直到改制為市之前，此地都稱為大野。但在1972年改制為市的時候，福井縣已有同樣名稱的大野市，因此改以「大野城市」作為市名。

### 年表
- 1889年4月1日：實施町村制，設置御笠郡大野村。
- 1896年4月1日：那珂郡、席田郡、御笠郡合併為筑紫郡。
- 1950年10月1日：改制為大野町。
- 1972年4月1日：改制並改名為大野城市。

## 行政

### 歴任市長
- 森山幸雄（1965年9月12日―1989年9月11日，含町長任期共六任）
- 古賀典（1989年9月12日―1993年9月11日）
- 後藤幹生（1993年9月12日―2005年9月11日，共三任）
- 井本宗司（2005年9月12日―現任，現為第二任任期）

## 交通

### 鐵路
- 九州旅客鐵道
  - 鹿兒島本線：大野城車站 - 水城車站
- 西日本鐵道
  - 天神大牟田線：白木原車站 - 下大利車站

### 道路
- 九州自動車道：太宰府交流道
- 福岡高速道路2號線：大野城出入口 - 水城出入口

## 觀光資源
- 水城遺跡

## 教育

### 大學
- 九州大學筑紫校區

### 專修學校
- 西鐵自動車整備專門學校

### 高等學校
- 福岡縣立筑紫中央高等學校

## 本地出身之名人
- 飛鳥涼：恰克與飛鳥成員、創作歌手
- 杉内俊哉：職業野球選手
- 本多雄一：職業野球選手
- 石井久：企業家、立花証券創辦人
- 池田成志：俳優
- 真璃子：歌手
- 朝倉美沙：歌手